# Julian Sas
Julian Sas (Beneden-Leeuwen, 29 mei 1970) is een Nederlands bluesrock-gitarist en leider van de Julian Sas Band. Hij laat zich inspireren door Amerikaanse gitaarhelden als Johnny Winter, Walter Trout en Jimi Hendrix en bluesgiganten John Lee Hooker, Freddie King en Willie Dixon.
Sas is tevens een groot fan van de in 1995 overleden Ierse bluesrockgitarist Rory Gallagher. Reeds een aantal malen speelde Julian samen met de ex-bandleden van Rory, te weten Gerry McAvoy en Brendan O'Neill ("Julian plays Rory"). Begin 2006 gebeurde dit nog in een uitverkocht 013 te Tilburg. De Julian Sas Band bestaat naast Julian uit Edwin van Huik op bas, Lars-Erik van Elzakker op drums.

## Bezetting van de Julian Sas Band

### Huidige bezetting
- Julian Sas – zang, gitaar (1996 – heden)
- Lars-Erik van Elzakker – drums (2019 – heden)
- Edwin van Huik – bas (2022 - heden)

### Voormalige leden
- Pierre de Haard - drums (1996 - 2005)
- Rob Heijne - drums (2007 - 2019)
- Phil Poffè - bas (1996 - 2002)
- Tenny Tahamata - bas (2002 - 2016)
- Fotis Anagnostou †  - bas (2016 - 2021)
- Barend Courbois - bas (2022)
- Willem van der Schoof - orgel (1997, 2012)
- Roel Spanjerd - orgel (1999)
- Pieter van Bogaert - orgel (2003 - 2005)
- Roland Bakker - orgel (2016 - 2022)

## Discografie

### Albums
| Album met eventuele hitnotering(en) in de Nederlandse Album Top 100 | Datum van verschijnen | Datum van binnenkomst | Hoogste positie | Aantal weken | Opmerkingen |
| ------------------------------------------------------------------- | --------------------- | --------------------- | --------------- | ------------ | ----------- |
| Where will it end?                                                  | 02-1996               | -                     |                 |              |             |
| A smile to my soul                                                  | 02-1997               | -                     |                 |              |             |
| Live                                                                | 10-1998               | -                     |                 |              | Livealbum   |
| For the lost and found                                              | 05-1999               | -                     |                 |              |             |
| Spirits on the rise                                                 | 09-2000               | -                     |                 |              |             |
| Ragin' river                                                        | 03-2002               | -                     |                 |              |             |
| Delivered                                                           | 17-04-2003            | -                     |                 |              | Livealbum   |
| Lights in the dark                                                  | 07-2003               | -                     |                 |              |             |
| Twilight skies of life                                              | 01-2005               | 05-02-2005            | 90              | 2            |             |
| Dedication                                                          | 10-2005               | -                     |                 |              |             |
| Resurrection                                                        | 26-01-2007            | -                     |                 |              |             |
| Wandering between worlds                                            | 09-01-2009            | 24-01-2009            | 79              | 2            |             |
| Bound to roll                                                       | 27-01-2012            | 04-02-2012            | 80              | 1            |             |
| Coming Home                                                         | 02-2016               |                       |                 |              |             |
| Feelin' Alive                                                       | 10-03-2017            |                       |                 |              |             |
| Stand Your Ground                                                   | 06-04-2019            |                       |                 |              |             |
| Electracoustic                                                      | 04-03-2022            |                       |                 |              |             |

- Library of Congress Control Number: no2015015272
- MusicBrainz: f89778d6-fedb-4a41-864a-79ab5c21e76c
- Virtual International Authority File: 313504513
- WorldCat: E39PBJf4gwQ9kddW6DtMrcGrbd